# راي فاروجيا
راي فاروجيا (بالإنجليزية: Ray Farrugia)‏ هو لاعب كرة قدم ومدرب كرة قدم مالطي في مركز الهجوم، ولد في 1 أكتوبر 1955 في فلوريانا في مالطا. شارك مع منتخب مالطا لكرة القدم. أما مع النوادي، فقد لعب مع نادي فلوريانا.

## وصلات خارجية
- راي فاروجيا على موقع قاعدة بيانات كرة القدم.إي يو (الإنجليزية)
- راي فاروجيا على موقع ناشيونال فوتبول تيمز (الإنجليزية)
- راي فاروجيا على موقع عالم كرة القدم.نت (الإنجليزية)